# Viscount Mersey

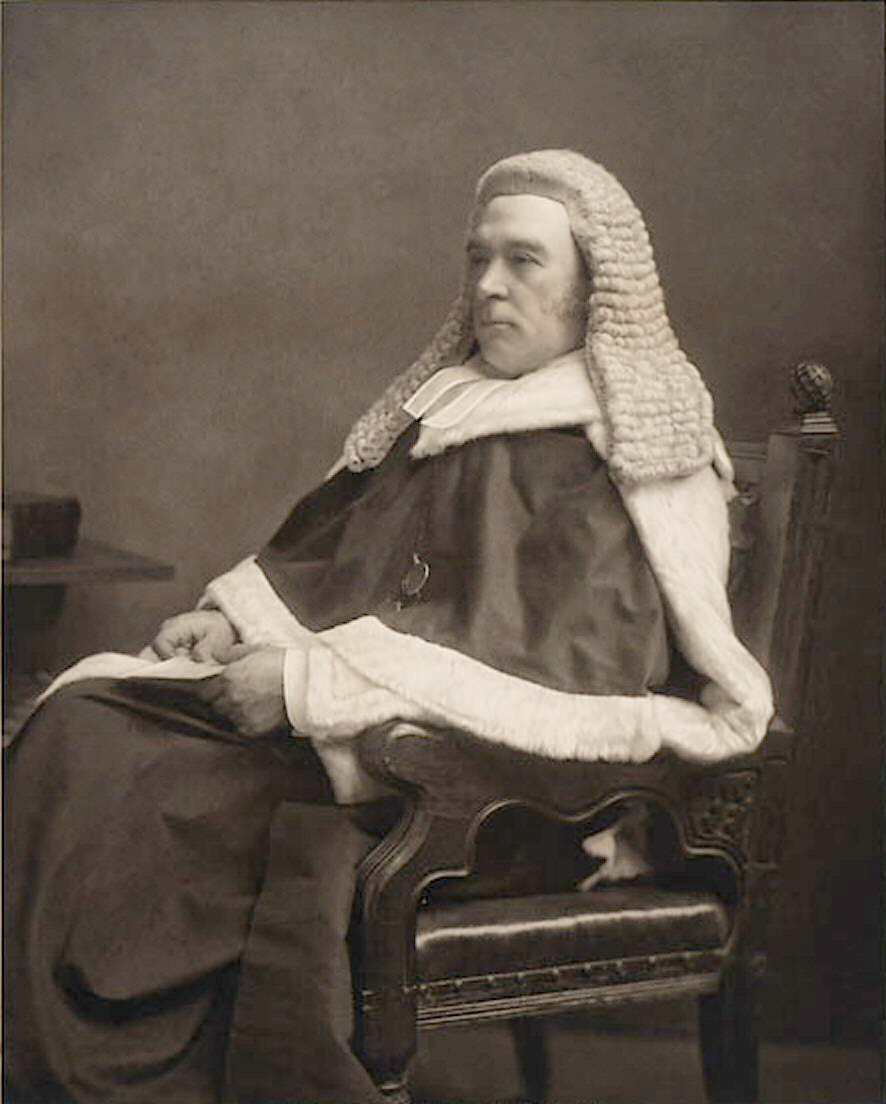
John Bigham, 1. Viscount Mersey

Viscount Mersey, of Toxteth in the County Palatine of Lancaster, ist ein erblicher britischer Adelstitel in der Peerage of the United Kingdom.
Familiensitz der Viscounts ist Bignor Park bei near Pulborough in Sussex.

## Verleihung und nachgeordnete Titel
Der Titel wurde am 22. Januar 1916 für den Juristen und Politiker John Bigham, 1. Baron Mersey geschaffen. Bereits am 16. März 1910 war er, ebenfalls in der Peerage of the United Kingdom, zum Baron Mersey, of Toxteth in the County Palatine of Lancaster, erhoben worden.
Der 4. Visount erbte 1995 von seiner Mutter Katherine Bigham auch den Titel 13. Lord Nairne. Dieser ist im Gegensatz zu den oben genannten Titeln in Ermangelung männlicher Nachkommen auch in weiblicher Linie vererbbar. Da der aktuelle Titelinhaber, der 5. Viscount, keine Söhne hat, ist dessen Tochter voraussichtliche Erbin der Lordship Nairne, während hinsichtlich der Viscountcy und Baronie Mersey dessen Onkel der nächstberechtigte Titelerbe ist.

## Liste der Viscounts Mersey (1916)
- John Bigham, 1. Viscount Mersey (1840–1929)
- Charles Bigham, 2. Viscount Mersey (1872–1956)
- Edward Bigham, 3. Viscount Mersey (1906–1979)
- Richard Bigham, 4. Viscount Mersey (1934–2006)
- Edward Bigham, 5. Viscount Mersey (* 1966)

Voraussichtlicher Titelerbe (Heir Presumptive) ist der Onkel des aktuellen Titelinhabers, Hon. David Edward Hugh Bigham (* 1938).